# Brandau Crater
Der Brandau Crater ist ein unvergletscherter Vulkankrater an der Scott-Küste des ostantarktischen Viktorialands. In der Royal Society Range ragt er aus dem Chancellor Ridge südlich der Mündung des Howchin-Gletschers in den McMurdo-Sund auf.
Das New Zealand Geographic Board benannte ihn 1994 nach Lieutenant Commander James F. Brandau (* 1934) von der United States Navy, Hubschrauberpilot der Flugstaffel VX-6 in diesem Gebiet in den Jahren 1964 und 1965.